# Robert Mitchum
Robert Charles Durman Mitchum (6 tháng 8 năm 1917 - 1 tháng 7 năm 1997) là một diễn viên điện ảnh, đạo diễn, tác giả, nhà soạn nhạc, và ca sĩ người Mỹ. Mitchum nổi lên với vai trò diễn viên trong một số bộ phim kinh điển của phim noir, và thường được coi là một tiền thân của các nhân vật phản anh hùng phổ biến trong các bộ phim thập niên 1950 và thập niên 60. Các bộ phim nổi tiếng nhất của ông bao gồm The Story of G.I. Joe (1945), Crossfire (1947), Out of the Past (1947), The Night of the Hunter (1955), The Enemy Below (1957), Thunder Road (1958), Cape Fear (1962), và El Dorado (1966).
Mitchum được Viện phim Mỹ đánh số 23 trong danh sách 100 ngôi sao điện ảnh của phim ảnh Mỹ.